# Faro Punta Concón
El Faro Punta Concón se ubica en la costa de Concón y forma parte de la red de faros de Chile. Está situado en Marina Higuerillas, un puerto recreativo de 15 kilómetros.